# Bruchbach (Rotbach)
Der Bruchbach ist ein Bach des Kraichgaus, der auf der Teilgemarkung Bonfeld der Stadt Bad Rappenau im Landkreis Heilbronn Baden-Württembergs entspringt und danach länger insgesamt südostwärts und in der Teilgemarkung Kirchhausen der kreisfreien Stadt Heilbronn verläuft. Nach sechs Kilometern fließt er wenig abwärts des Dorfes Kirchhausen mit dem von rechts kommenden Bach aus dem Rohrgrund zum Rotbach zusammen.

## Geographie

### Verlauf
Der Bruchbach entsteht in der flachen Talmulde Eichhäuser Grund etwa 0,6 km südsüdwestlich der Bonfelder Gerstenäckerhöfe und 0,9 km nordwestlich der Schleifhöfe von Kirchhausen auf etwa 232 m ü. NHN nahe der Kreisgrenze auf Bonfelder Gemarkung. Dort beginnt in einer Ackerbaulandschaft ein in einem schmalen grasigen Streifen zwischen einem ausgebauten und einem Gras-Feldweg anfangs ostsüdostwärts laufender Graben, der zunächst nur unbeständig Wasser führt.
Nach einem halben Kilometer erreicht er den Rand der K 2157, folgt dieser von Bonfeld kommenden Kreisstraße kurz südwärts und setzt dann in alter Richtung im Bruch seinen Weg fort durch die Engstelle zwischen den nun nahe liegenden Verkehrswegen A 6 zur Linken und B 39 zur Rechten, bald auf der Stadtgrenze. Nachdem vorher die Ufer kahl waren, steht nun auf anmoorigen Grund rechts ein kleines Pappelwäldchen, in dem kleine angelegte Teiche liegen, weitere danach dicht am rechten Ufer in einer baumdurchsetzten Grünfläche. Nach dem letzten von ihnen fließt aus dem Westen ein ebenfalls nur zeitweise durchflossener Graben zu, der mit seinen anderthalb Kilometern den Bruchbach bis dahin an Länge sogar übertrifft.
Auf dem nächsten halben Kilometer, bis der Bach zwischen den beidseitigen Parkplätzen Eichhäuser Grund und Wart unter der Autobahn hindurchgeführt wird, läuft er mit nun dauerhafterer Wasserführung einen Meter breit, renaturiert, teils geschlungen und über schlammigem Grund in einem Galeriewäldchen mit vielen alten Weiden. Kurz nach der Autobahnunterquerung fließt von Nordwesten aus dem Gewann Breitloch auf 214,5 m ü. NHN ein knapp kilometerlanger kahler Graben zwischen Äckern zu, der am Eichhäuser Hof von Bonfeld beginnt und vom zuständigen Landesamt ausweislich der gemeinsamen Gewässerkennzahl, obgleich in Länge wie Teileinzugsgebiet deutlich kleiner als der Bruchbach bis dorthin, als Hauptoberlauf angesehen wird.
Nach diesem Zulauf fließt der Bruchbach, dicht begleitet von einem Feldweg und in allenfalls 150 Metern Abstand von der am rechten Unterhang fast parallel laufenden Autobahn, fast zwei Kilometer lang nach Südosten. Auf diesem Abschnitt steht eine teils unterbrochene, schmale Feldheckenreihe mit angepflanzten Erlen und Weiden an den Ufern des dort knapp einen Meter breiten, fast schnurgerade verlaufenden Bachs. Gegen Ende dieses Abschnitts sind die Bäume älterer Herkunft, er nähert sich der Autobahn an und durchfließt neben ihr das nur bei starkem Zufluss am Straßendamm eingestaute Hochwasserrückhaltebecken Kirchhausen/Bruchbach.
Dessen Abfluss wird unter der Autobahn hindurchgeführt und der auf ihrer anderen Seite wieder offen laufende Bach zieht nun heckenbegleitet nach Südwesten. 300 Meter weiter erreicht er das Osteck der Kirchhausener Wohnbebauung und fließt deren Rand entlang weiter. Ans linke Ufer grenzt dann bald das Gelände des von einer Liegewiese umgebenen Freibades von Kirchhausen, das erst im 20. Jahrhundert eingerichtet wurde, wobei offenbar der Bach aus seinem alten Lauf nahe am linken Hangfuß nach Westen verlegt wurde. Nachdem der Bach unter Bäumen am Ufer die rechtsseits liegenden Parkplätze des Bades passiert hat, fließt der aus Kirchhausen inzwischen verdolt herangeführte Kehlenbach zu; er mündete früher, als sich Kirchhausen noch nicht so weit ausgebreitet hatte, offen und etwas weiter bachaufwärts.
Die Alte Mühle in der Bachaue stand früher rechtsseits des Baches, heute am linken Ufer. Nach ihr unterquert er die auf einem Damm sein Untertal querende B 39. Unter den lückig stehenden Begleitbäumen läuft er südwärts an den Tennisplätzen von Kirchhausen vorbei, die links in der Talaue liegen. Dreihundert Meter unterhalb der Bundesstraße fließt er dann auf etwa 186 m ü. NHN mit dem aus dem Westen kommenden Bach aus dem Rohrgrund, der nach Länge wie Einzugsgebiet deutlich kleiner ist, zum Rotbach zusammen. Der Bruchbach endet nach etwa 6,0 km langem Weg mit mittlerem Sohlgefälle von unter 8 ‰ rund 46 Höhenmeter unterhalb seines Grabenbeginns im Eichhäuser Grund.
Eine Oberamtsbeschreibung aus dem 19. Jahrhundert deutet darauf hin, dass der heutige Bruchbach damals unterhalb des Kehlenbach-Zuflusses dessen Namen trug.

### Einzugsgebiet
Das Einzugsgebiet des Bruchbachs ist 7,4 km² groß. Es liegt naturräumlich zur Gänze im Leinbachgäu genannten Teil des Unterraums Lein-Elsenz-Hügelland des Kraichgaus. Seine mit wenig über 250 m ü. NHN höchsten Punkte liegen auf der nördlichen Wasserscheide auf einer Ackerkuppe nahe den Gerstenäckerhöfen von Bonfeld, auf einem sich beim Gewann Sälich bis in den Wald Stöckach erstreckenden Hügelrücken nahe dem Nordwesteck sowie nahe an seiner Südwestecke auf dem Flurhügel Stapfenhöhe.
Außerhalb der Orte wird das Gebiet weit überwiegend ackerbaulich genutzt. Es gibt nur ein sehr kleines Stück Wald am Nordwesteck und ein winziges am Nordosteck. Fast ein Fünftel von ihm im Norden gehört zur Teilgemarkung Bonfeld der Stadt Bad Rappenau, darin entspringt der Bruchbach und darin steht nahe der Nordostecke als alleiniger Siedlungsplatz das Hofgut Eichhäuser Hof. Im Nordosten reicht ein Teil der Teilgemarkung Heilbronn der Stadt Heilbronn, der gut ein Zehntel der Fläche umfasst und keine Besiedlung hat, über die Wasserscheide herüber bis ans linke Bachufer. Ein winziger, ebenfalls unbesiedelter Zwickel der Teilgemarkung Massenbach der Stadt Schwaigern liegt am Südwesteck. Der große Rest von etwa 70 % gehört zur Stadtteilgemarkung Kirchhausen von Heilbronn. Das namengebende Dorf Kirchhausen darin ist der einzige größere Ort im gesamten Einzugsgebiet, er liegt um den Unterlauf des Kehlenbachs und grenzt im Osten an den Unterlauf des Bruchbachs. Nahe bei ihm stehen die wenigen Häuser um die Alte Mühle am Ostufer des Unterlaufs und über dem linken Talhang dort ragt auf dem Mühlberg ein größeres Gewerbegebiet in Einzugsgebiet.
Reihum grenzen die Einzugsgebiete folgender Nachbargewässer an:
- Jenseits der nördlichen und nordöstlichen und auch der nur kurzen östlichen Wasserscheide laufen kleinere Hangbäche zu dessen rechtem Zufluss Fürfelder Bach, zum Grundelbach genannten Abschnitt des Böllinger Bachs und zu dessen Namensabschnitt;
- im Süden liegt das Entwässerungsgebiet des Bachs aus dem Rohrgrund, mit dem sich der Bruchbach zum Zufluss Rotbach der Lein vereint;
- im Westen sammelt der Wilhelmstaler Bach den Abfluss zur anderen Seite und führt ihn über den Biberbach und dann den Massenbach oberhalb des Rotbachs zur Lein.

### Zuflüsse und Seen
Hierarchische Liste einer Auswahl der Zuflüsse,  Seen und  Hochwasserrückhaltebecken, jeweils von der Quelle zur Mündung. Gewässerlänge, Seefläche, Einzugsgebiet und Höhe nach den entsprechenden Layern auf der Onlinekarte der LUBW. Andere Quellen für die Angaben sind vermerkt.
Ursprung des Bruchbachs auf etwa 232 m ü. NHN im Eichhäuser Grund 0,6 km südsüdwestlich der Gerstenäckerhöfe von Bad Rappenau-Bonfeld und 0,9 km nordwestlich der Schleifhöfe von Heilbronn-Kirchhausen zwischen B 39 und A 6 auf der Bonfelder Gemarkung.
- Passiert und entwässert im Gewann Bruch in der Engstelle zwischen Bundesstraße und Autobahn ein halbes Dutzend Teiche auf um 220 m ü. NHN, zusammen 0,4 ha.
- (Graben aus dem Sälich), von rechts und Westen am letzten der Teiche auf 219,9 m ü. NHN[LUBW 9] westlich des Parkplatzes Eichhäuser Hof an der A 6, ca. 1,5 km[LUBW 10] und ca. 0,8 km².[LUBW 11] Entsteht auf etwa 237 m ü. NHN 0,7 km nordwestlich des westlichsten der Schleifhöfe im Gewann Sälich vor dem Wald Stöckach. Graben in natürlicher Mulde längstenteils entlang eines Feldweges. Unbeständig.
- (Graben aus dem Breitloch)[LUBW 12], von links und Nordnordwesten auf 214,5 m ü. NHN[LUBW 9] östlich des Parkplatzes Eichhäuser Hof an der A 6, 0,9 km und ca. 0,5 km².[LUBW 11] Entsteht auf etwa 233 m ü. NHN am Eichhäuser Hof von Bonfeld.
Der Bruchbach bis dorthin ist dagegen schon etwa 1,8 km[LUBW 2] lang und hat ein ca. 2,0 km²[LUBW 11] großes Teileinzugsgebiet angesammelt.
- Durchfließt auf etwa 202 m ü. NHN vor seiner Unterquerung der Autobahn das gewöhnlich trockenliegende Hochwasserrückhaltebecken Kirchhausen/Bruchbach. Das 1984 angelegte Becken des Zweckverbandes Hochwasserschutz Leintal kann hinter seinem 7,1 m hohen Erddamm im Hochwasserfall bis zu 42.000 m³ Wasser zurückhalten.[LUBW 13]
- Kehlenbach[LUBW 14], von rechts und Westnordwesten auf etwa 195 m ü. NHN nach Durchlaufen von Kirchhausen gegenüber dem Freibad, 3,1 km und 2,5 km². Entsteht auf etwa 231 m ü. NHN wenig südwestlich der Schleifhöfe im Fürfelder Grund.
  - (Graben aus dem Hausener Grund), von rechts und Westen auf etwa 212 m ü. NHN zwischen den Schrebergärten am Nordwestrand von Kirchhausen, ca. 1,3 km[LUBW 10] und ca. 0,7 km².[LUBW 11] Entsteht auf etwa 228 m ü. NHN zwischen den Gewannen Hausener Grund, Hölle und Höllweg an einer Kreuzung von Feldwegen, deren einem er folgt.

Zusammenfluss des Bruchbachs von links und zuletzt Norden auf etwa 186 m ü. NHN mit dem Bach aus dem Rohrgrund zum Rotbach etwa 0,3 km südlich der Trasse der B 39 Kirchhausen. Der Bruchbach ist ca. 6,0 km lang und hat ein 7,4 km² großes Einzugsgebiet.

## Geologie
Die Keuper-Schichten im Untergrund des Einzugsgebietes sind fast überall durch Lösssediment aus dem Quartär überlagert, in das wiederum in den Talmulden holozäne Schwemmlandbänder eingelagert sind. Am linken Hang der Talmulde jedoch streicht schon wenig nach dem Zufluss des Bachs vom Eichhäuser Hof her der Gipskeuper (Grabfeld-Formation) aus, darunter taucht am Hangfuß ab dem Rückhaltebecken der Lettenkeuper (Erfurt-Formation) auf, der sich als meist schmales, teils unterbrochenes Band von dort bis zur Mündung zieht. Auch in Kirchhausen im Teileinzugsgebiet des Kehlenbachs gibt es an wenigen Stellen Lettenkeuper, außerdem größere Flächen mit Hochterrassenschottern aus dem Pleistozän.

## Natur und Schutzgebiete
Der Bachgraben läuft auf seinem letzten Stück nach seiner Überquerung durch die B 39 an der Alten Mühle im Landschaftsschutzgebiet Rotbachtal, teils in ihm. Fast das gesamte Einzugsgebiet gehört zum weit größeren Wasserschutzgebiet Leinbachtal.

## Tourismus
Ein mit blauem Punkt markierter Wanderweg des Schwäbischen Albvereins von Bad Rappenau im Norden nach Schluchtern im Süden durchquert das Einzugsgebiet und kreuzt dabei den Bruchbach und seinen Zufluss Kehlenbach.

### LUBW
Amtliche Online-Gewässerkarte mit passendem Ausschnitt und den hier benutzten Layern: Lauf und Einzugsgebiet des Bruchbachs

Allgemeiner Einstieg ohne Voreinstellungen und Layer: Daten- und Kartendienst der Landesanstalt für Umwelt Baden-Württemberg (LUBW) (Hinweise)
1. 1 2 3 4  Höhe nach dem Höhenlinienbild auf dem Hintergrundlayer Topographische Karte.
2. 1 2 3  Länge nach dem Layer Gewässernetz (AWGN), ergänzt um ein auf der Gewässerkarte nicht berücksichtigtes Anfangsstück, das auf dem Hintergrundlayer Topographische Karte abgemessen wurde.
3. 1 2  Einzugsgebiet aufsummiert aus den Teileinzugsgebieten nach dem Layer Basiseinzugsgebiet (AWGN).
4. ↑  Natur teilweise nach dem Layer Geschützte Biotope.
5. ↑  
„Weiter unten liegt eine Mahlmühle mit 3 Gängen am Kehlenbach, der auf Kirchhausener Markung entspringt.“
Kirchhausen. In: Heinrich Titot (Hrsg.): Beschreibung des Oberamts Heilbronn (= Die Württembergischen Oberamtsbeschreibungen 1824–1886. Band 45). H. Lindemann, Stuttgart 1865, S. 140 (Volltext [Wikisource]).

Da der Kehlenbach damals noch deutlich oberhalb der Mühle mündete, muss der diese treibende Bruchbach folglich damals dort Kehlenbach geheißen haben, wenn denn die genannte Aussage verlässlich ist.
6. ↑  Länge nach dem Layer Gewässernetz (AWGN).
7. ↑  Seefläche nach dem Layer Stehende Gewässer.
8. ↑  Einzugsgebiet nach dem Layer Basiseinzugsgebiet (AWGN).
9. 1 2  Höhe nach grauer Beschriftung auf dem Hintergrundlayer Topographische Karte.
10. 1 2  Länge abgemessen auf dem Hintergrundlayer Topographische Karte.
11. 1 2 3 4  Einzugsgebiet abgemessen auf dem Hintergrundlayer Topographische Karte.
12. ↑  Der hier behelfsweise als Graben aus dem Breitloch bezeichnete Graben vom Eichhäuser Hof her ist auf der amtlichen Gewässerkarte, wohl mit intendiertem Notnamen (Talname für fehlenden Gewässernamen), als Eichhäuser Grund vermerkt. Die Oberlaufmulde Eichhäuser Grund liegt aber fast einen Kilometer westlich des Laufes dieses Zuflusses des Bruchbachs, der vielmehr selbst darin entsteht, während der Zufluss beständig im Gewann Breitloch verläuft. Vermutlich ist die amtliche Bezeichnung einer Verwechslung des Orts- mit dem Obertalnamen geschuldet, der auch schon in der Schreibweise Aichhäuser Grund auf einer älteren topographischen Karte dort eingetragen ist. Siehe dazu:
  - die Layer Gewässername (AWGN) und Gewässername
  - den Layer Liegenschaften und Gewässer
  - das Meßtischblatt 6720 Gundelsheim von 1902 in der Deutschen Fotothek:
13. ↑  Daten des Hochwasserrückhaltebeckens nach dem Layer Stauanlage.
14. ↑  Zum Namen des Kehlenbachs siehe:
  - Layer Topographische Karte, Gewässername und Gewässernetz (AWGN)
  - Meßtischblatt 6820 Schwaigern von 1902 in der Deutschen Fotothek
15. ↑  Schutzgebiete nach den einschlägigen Layern.

### Andere Belege
1. ↑  Modellierte Werte nach Abfluss-BW Gewässerknoten MQ/MNQ
2. ↑  Josef Schmithüsen: Geographische Landesaufnahme: Die naturräumlichen Einheiten auf Blatt 161 Karlsruhe. Bundesanstalt für Landeskunde, Bad Godesberg 1952. → Online-Karte (PDF; 5,1 MB)
3. ↑  Geologie nach den Layern zu Geologische Karte 1:50.000 auf: Mapserver des Landesamtes für Geologie, Rohstoffe und Bergbau (LGRB) (Hinweise)